# Leonid Góvorov
Leonid Aleksándrovich Góvorov (en ruso: Леони́д Алекса́ндрович Го́воров; Butirki, Imperio ruso, 10 de febrerojul./ 22 de febrero de 1897greg. - Moscú, Unión Soviética, 19 de marzo de 1955) fue un comandante militar soviético. Formado como oficial de artillería, se unió al Ejército Rojo en 1920. Se graduó en varias academias militares soviéticas, incluida la Academia Militar del Estado Mayor del Ejército Rojo (1938). Participó en la Guerra de Invierno de 1939-1940 contra Finlandia como oficial superior de artillería.
En la Segunda Guerra Mundial, Góvorov ascendió al mando de un ejército en noviembre de 1941 durante la Batalla de Moscú. Estuvo al mando del Frente de Leningrado desde abril de 1942 hasta el final de la guerra. Alcanzó el rango de mariscal de la Unión Soviética en 1944, recibió el título de Héroe de la Unión Soviética y muchas otras medallas y condecoraciones tanto soviéticas como extranjeras.

## Biografía

### Infancia y juventud
Góvorov nació el 22 de febrero de 1897 en la pequeña localidad rural de Butirki —en esa época situado en la gobernación de Viatka, en el Imperio ruso, actualmente ubicado en el óblast de Kírov en Rusia— en el seno de una familia de campesinos. Su padre, Alexander Grigorievich Góvorov (1869-1920), trabajó como marinero primero en una barcaza, y luego en la compañía naviera de comerciantes Stakheevs y empleado en una escuela en Yelábuga. Su madre, María Alexandrovna Govorova  (1867-1919) era ama de casa. Góvorov era el mayor de cuatro hijos.
Después de graduarse de una escuela vocacional en Yaransk, Leonid Góvorov ingresó a la escuela técnica superior en Yelábuga, de la que se graduó brillantemente en 1916. Ese mismo año ingresó en el departamento de construcción naval del Instituto Politécnico de Petrogrado.
En diciembre de 1916, fue movilizado por el Ejército Imperial Ruso y enviado a estudiar en la Escuela de Artillería Konstantinovsky, después de lo cual, en junio de 1917, fue ascendido a alférez (Podporúchik)  y nombrado oficial subalterno de una batería de morteros en una de las unidades de la guarnición de Tomsk.
En marzo de 1918 fue desmovilizado y regresó con sus padres a Yelabuga, donde consiguió un trabajo en una cooperativa.

### Guerra civil rusa
En septiembre de 1918, cuando las unidades del Ejército Popular entraron en Yelabuga, Komuch, junto con su hermano menor Nikolai en el rango de suboficial, se unió a sus filas y fue asignado a la batería de artillería de la 8.º División de Fusileros Kama (2.º Cuerpo de Ejército de Ufá; desde marzo de 1919 fue miembro del ejército occidental). Más tarde, en los cuestionarios soviéticos, Góvorov escribió que había sido movilizado.

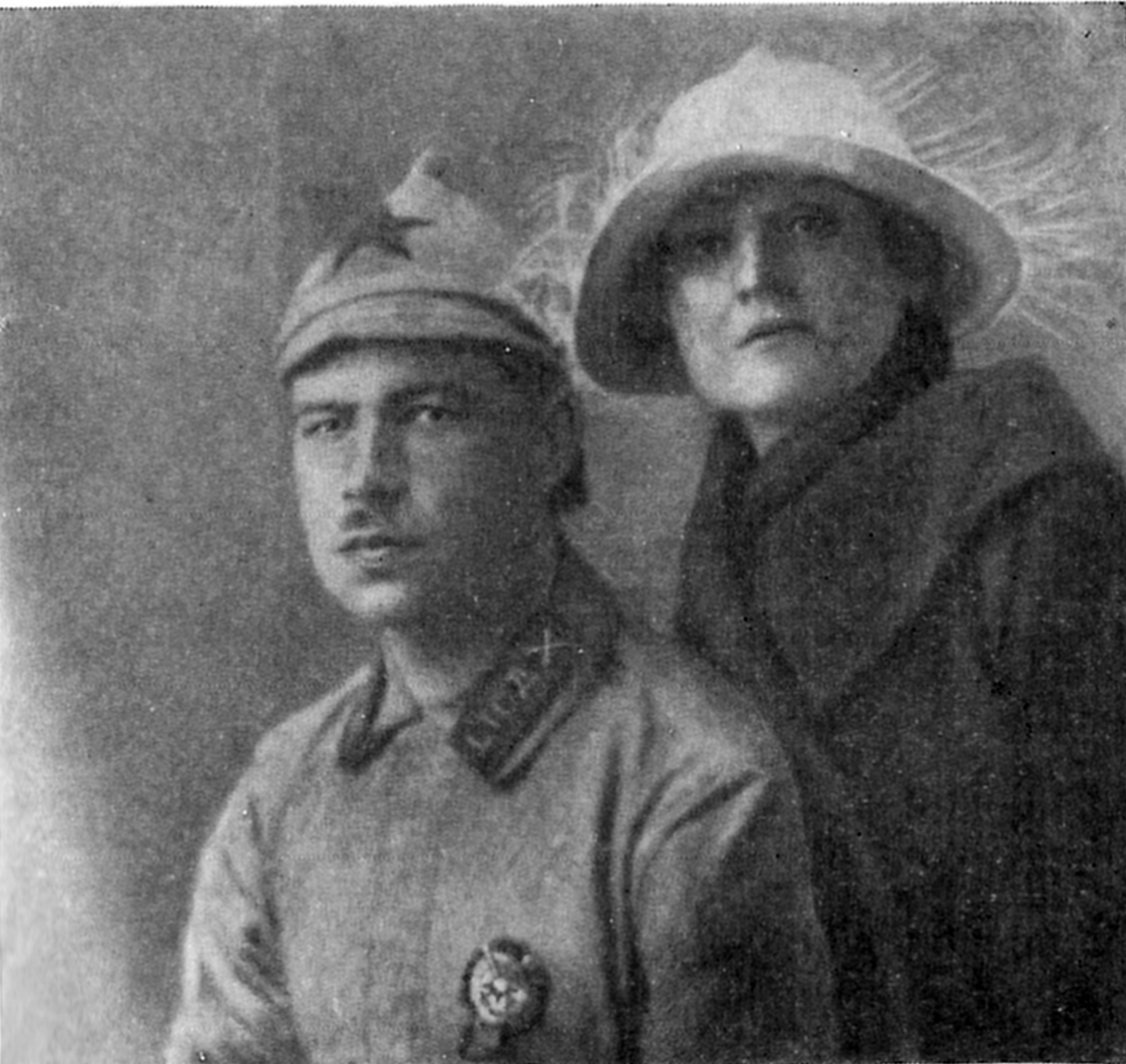
Leonid Govorov con su esposa en 1923

Participó en la Ofensiva de primavera de los ejércitos del Frente Oriental del Almirante Aleksandr Kolchak, en las batallas cerca de Ufá, Zlatoust, Cheliábinsk y Tobolsk. El 13 de julio de 1919, por orden del Comandante en Jefe Supremo, el almirante Aleksandr Kolchak, junto con su hermano Nikolai que sirvió en la misma batería, fue ascendido a subteniente.
En diciembre de 1919, Góvorov, junto con su hermano y varios soldados de su batería, desertaron de la unidad y se dirigieron a Tomsk, donde, como parte de un escuadrón de combate, participó en un levantamiento contra las autoridades antisoviéticas.
El 22 de diciembre de 1919, Tomsk quedó bajo el control del Ejército Rojo, y en enero de 1920, se unió a la 51.º División de Infantería bajo el mando del Mariscal de la Unión Soviética Vasili Blücher como voluntario, donde se convirtió en comandante de un batallón de artillería. Pronto toda la división fue transferida al Frente Sur, donde, como parte del grupo de choque Perekop del 6.º Ejército bajo el mando del Komandarm de 2.º Rango Avgust Kork, la división participó en batallas contra el ejército blanco del general Piotr Wrangel.
En 1920, fue herido dos veces: en agosto, cerca del pueblo de Serogozy, durante las batallas defensivas en el área de Kajovka, recibió una herida de metralla en la pierna, y en septiembre, en una batalla cerca de Antonovka, recibió una herida de bala en el brazo. Por el gran coraje y valentía mostrados en las batallas contra el ejército ruso de Piotr Wrangel durante la operación Perekop-Chongar, en 1921 recibió la Orden de la Bandera Roja, su primera condecoración soviética.

### Periodo de entreguerras
En octubre de 1923, fue nombrado jefe de artillería de la 51.º división de fusileros Perekop (desde el 14 de septiembre de 1921). Desde noviembre de 1924, Góvorov se desempeñó como comandante del regimiento de artillería de esta división. Los habitantes de Odesa, donde se encontraba el mando de la división, eligieron a Góvorov como diputado del ayuntamiento y de su Comité Ejecutivo.
En 1926 se graduó de los cursos de perfeccionamiento de Artillería para personal de mando. En 1930, asistió a los Cursos Académicos Superiores en la Academia Militar Frunze, y en 1933 completó el curso completo de esta academia in absentia, se formó en su facultad operativa. Habiendo estudiado de forma independiente el idioma alemán, aprueba el examen de traductor militar. El 5 de febrero de 1936, recibió el rango militar de Kombrig (comandante de brigada). En el mismo 1936, fue incluido en la primera matrícula de alumnos de la Academia del Estado Mayor del Ejército Rojo. En 1938 terminó sus estudios antes de lo previsto y fue nombrado profesor de táctica en la Academia Militar de Artillería Dzerzhinsky del Ejército Rojo.
Durante la Gran Purga de Iósif Stalin. Góvorov, como antiguo soldado del Ejército de Kolchak y antiguo subordinado de Blücher, que fue ejecutado en 1938, tuvo suerte de sobrevivir. Primero fue cesado de sus puestos y amenazado con ser detenido, pero la intervención del mariscal Kliment Voroshílov y del jefe de Estado de la Unión Soviética Mijaíl Kalinin le salvaron la vida.
En 1939, al estallar la Guerra de Invierno entre la Unión Soviética y Finlandia, Góvorov fue nombrado jefe de artillería del 7.º Ejército. En este puesto comandó el masivo asalto de artillería que permitió el avance soviético a lo largo de la Línea Mannerheim en 1940. Por esta acción fue condecorado con la Orden de la Estrella Roja y fue ascendido a Komdiv (comandante de división). En el verano del mismo año, con la restauración por parte del Ejército Rojo de los rangos convencionales de la graduación de oficiales superiores (generales), se le otorgó el grado de mayor general de Artillería. En marzo de 1940 fue designado para el puesto de Subinspector General de Artillería de la GAU.
En mayo de 1941, un mes antes del comienzo de la guerra, dirigió la Academia Militar de Artillería Dzerzhinsky del Ejército Rojo.

### Segunda Guerra Mundial
Después de que la Alemania nazi invadiera la Unión Soviética en junio de 1941, Góvorov comandó la Artillería en el Frente Occidental en Bielorrusia de agosto a octubre de 1941. Durante la Batalla de Moscú, fue nombrado Jefe de Artillería del 5.º Ejército, bajo el mando del mayor general Dimitri Leliushenko. Después de que Leliushenko fuera herido el 18 de octubre, Góvorov asumió el mando del ejército. Durante las contraofensivas soviéticas en el invierno de 1941-1942, su ejército liberó Mozhaisk. Como resultado, fue ascendido al rango de teniente general de artillería.

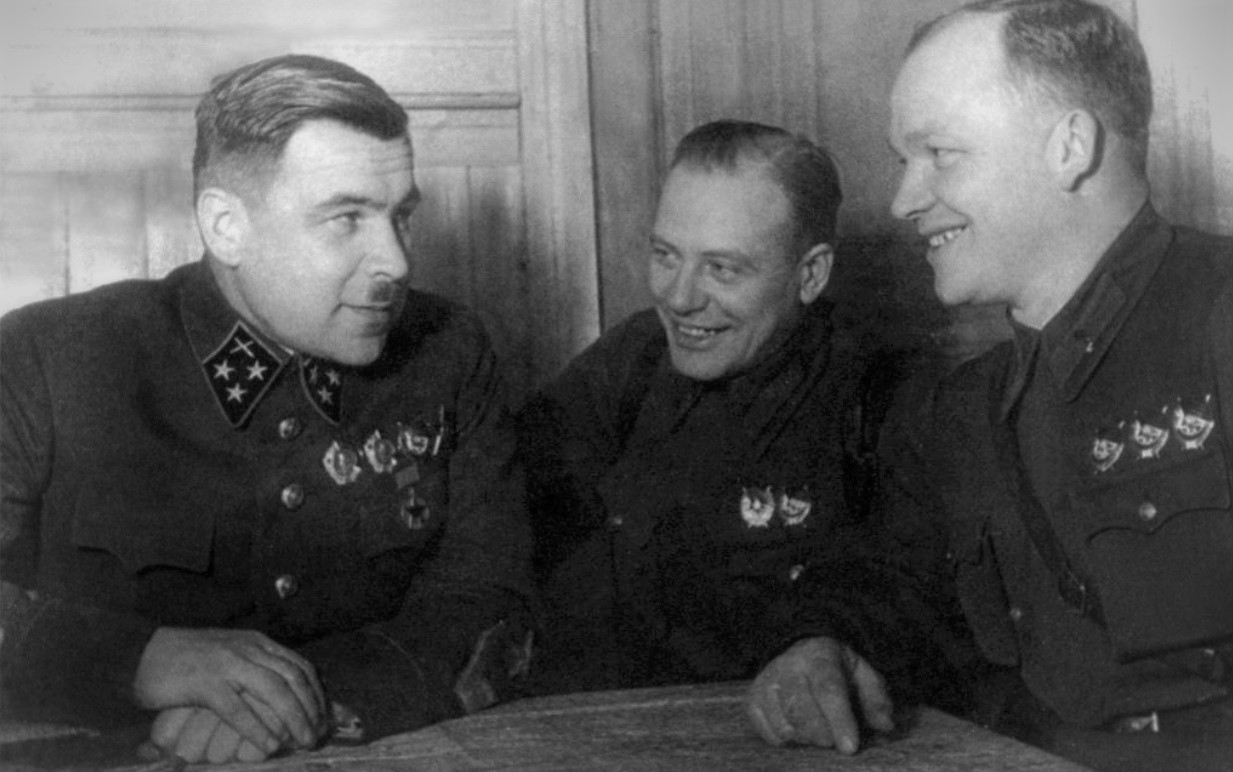
Batalla de Moscúː Frente Oeste, alrededores de Mozhaisk. Comandante del 5.º Ejército, teniente general de artillería Leonid Góvorov (izquierda)

#### Batalla de Moscú
En el período del 5 al 9 de octubre de 1941, Góvorov trabajó en la organización de la línea de defensa de Mozhaisk. Por orden del Cuartel General del Mando Supremo (Stavka) del 9 de octubre, se le asignaron las funciones de subcomandante de las tropas de esta formación. El 12 de octubre, en relación con la entrada de la línea de defensa de Mozhaisk en la estructura organizativa del Frente Occidental, fue trasladado al puesto de jefe de artillería de dicho frente.
Sin embargo, unos días después, el 15 de octubre, debido a la lesión del mayor general Dimitri Leliushenko, Góvorov, asume el mando del Frente occidental, en un momento especialmente crítico debido a las intensas batallas defensivas que están teniendo lugar en las afueras de Mozhaisk a unos 110 km al oeste de Moscú. El 18 de octubre, las formaciones defensivas de la 32.ª División de Fusileros se abrieron paso y comenzaron las batallas para evitar un avance de los tanques alemanes a lo largo de la carretera Mozhaisk y la carretera de Minsk. En negociaciones con el mando del frente, Góvorov logra demostrar la falta de conveniencia de seguir luchando por Mozhaisk. El mismo día 18 de octubre, las tropas del 5.º Ejército abandonan Mozhaisk. En la primera quincena de noviembre, aprovechando una pausa de dos semanas en los combates, las tropas del 5.º Ejército organizan una defensa en profundidad en los accesos a Moscú, apoyadas por una poderosa barrera de artillería y destacamentos antitanques móviles, se preparan para la posterior contraofensiva, que expulsará a las tropas nazis de los alrededores de Moscú.
El 9 de noviembre, recibió el grado de teniente general de Artillería, y el 10 de noviembre recibió la Orden de Lenin. En la ofensiva del 4.º Ejército que siguió el 1 de diciembre, Von Kluge logró romper las defensas del 5.º Ejército en el punto de unión con el 33.º Ejército y, penetrar diez kilómetros en las defensas soviéticas, hasta llegar al área de la aldea de Akulovo. Al estar en el área de las batallas, Góvorov dirige personalmente las acciones defensivas y, para el 4 de diciembre, el avance ha sido detenido. El 6 de diciembre comenzó la operación Klinsko-Solnechnogorsk de las tropas del ala derecha del Frente Occidental, en la que, desde la segunda década de diciembre, participaron activamente unidades del ala derecha del 5.º Ejército. El 11 de diciembre, las unidades del ejército emprenden una ofensiva general y consigen hace retroceder al ejército alemán de las afueras de Moscú.
En abril, Góvorov fue hospitalizado por un ataque agudo de apendicitis; Iván Fediúninski le sustituyó al mando del 5.º Ejército.

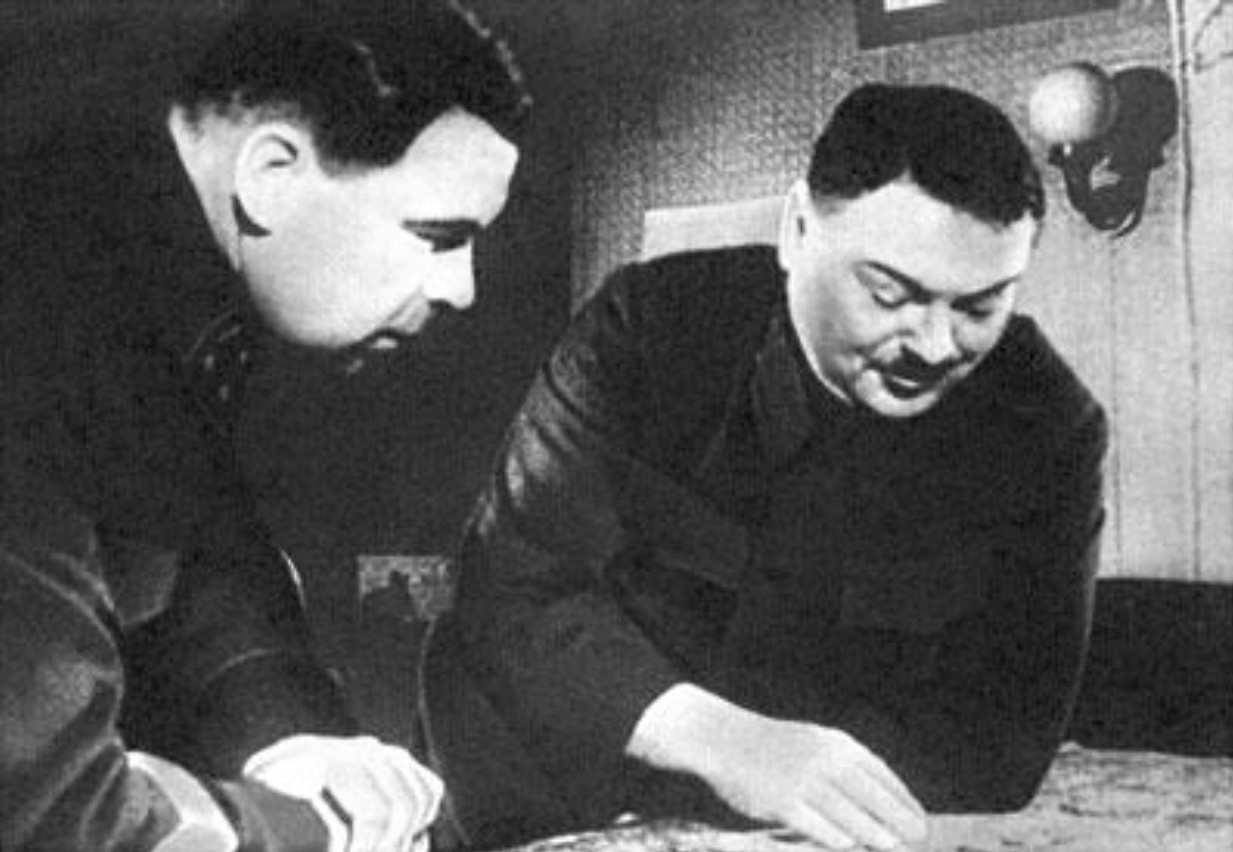
Teniente general de artillería Leonid Góvorov (izquierda) junto con Andréi Zhdánov, en el Cuartel General del Frente de Leningrado.

#### Sitio de Leningrado
En abril de 1942, Góvorov fue nombrado comandante del Grupo de Fuerzas de Leningrado del Frente de Leningrado, que combinaba los antiguos Frentes de Leningrado y Vóljov. En julio, se restableció el Frente del Vóljov y Góvorov se convirtió en el jefe de todo el Frente de Leningrado, reemplazando al teniente general Mijaíl Jozin, el cual fue destituido por su evidente incompetencia.

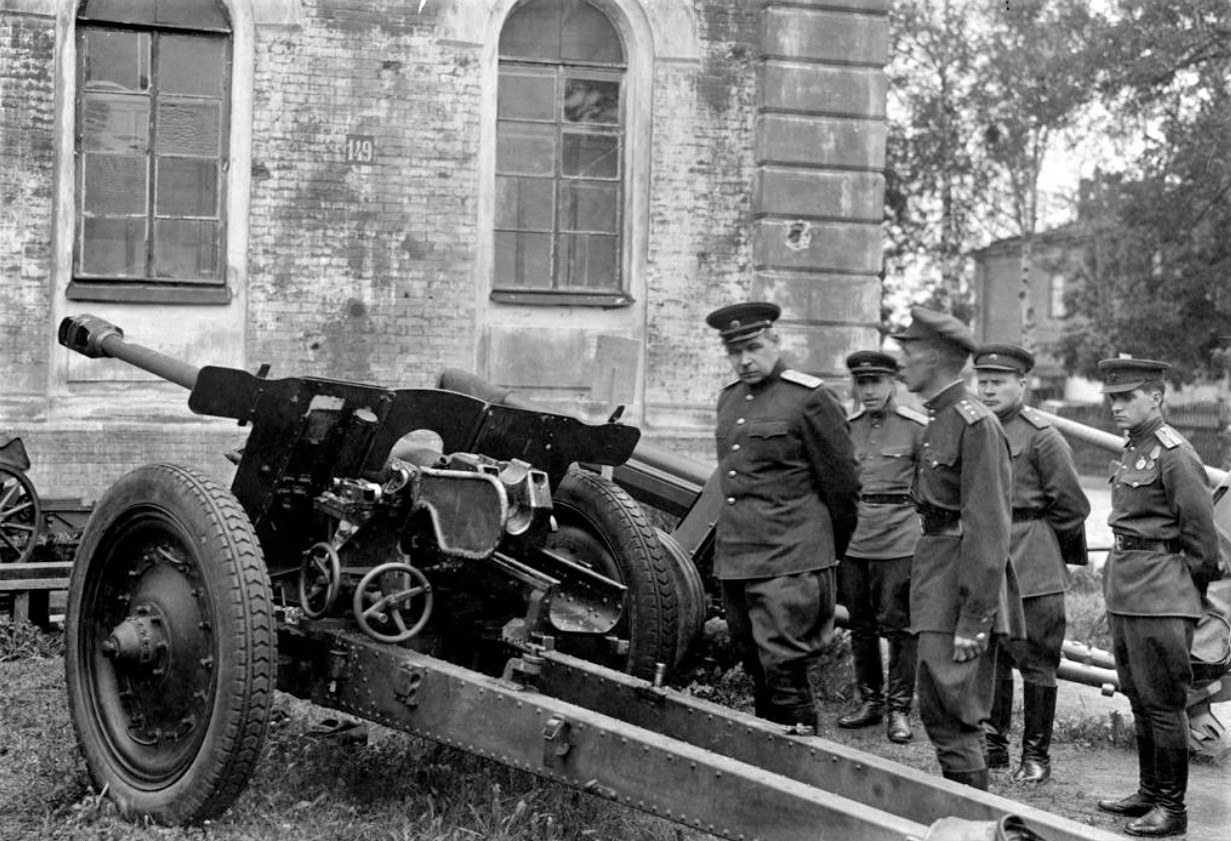
Comandante del Frente de Leningrado, Góvorov, examina las armas alemanas capturadas. En primer plano está el cañón antitanque alemán Pak 36.

Leningrado había estado aislada del resto del país desde septiembre de 1941, y las fuerzas soviéticas estaban tratando de levantar el sitio de Leningrado, que estaba causando daños colosales a la ciudad y un enorme sufrimiento a la población civil. El Camino de la Vida, que era el único medio de abastecimiento de la ciudad, se veía interrumpido con frecuencia por ataques aéreos regulares alemanes y finlandeses. Las fuerzas soviéticas lanzaron varias ofensivas en la región en 1942, pero estas no lograron levantar el sitio. La ofensiva de Liubán resultó en el cerco y la destrucción de la mayor parte del 2.º Ejército de Choque soviético. En esta situación, los antecedentes de Góvorov como artillero se consideraban más valiosos, ya que la ciudad estaba bajo constante bombardeo artillero, y una de las tareas de Góvorov era organizar una eficaz contraofensiva de artillería contra los cañones alemanes.
Tan pronto como se convirtió en el comandante del Frente de Leningrado en julio de 1942, Góvorov organizó ataques locales en varios sectores del frente, mientras preparaba una ofensiva mucho mayor. Junto con el Frente del Vóljov, el Frente de Leningrado rompería el bloqueo de la ciudad al eliminar las posiciones alemanas al sur del lago Ládoga, donde solo dieciséis kilómetros separaban los frentes Leningrado y Vóljov. Esta posición se llamó «el cuello de botella». Al mismo tiempo, las fuerzas alemanas estaban planeando la operación Nordlicht para capturar la ciudad y conectarse con las fuerzas finlandesas. Para lograrlo, llegaron refuerzos pesados de Sebastopol, que las fuerzas alemanas habían capturado en julio de 1942 (véase Sitio de Sebastopol). Ambos bandos desconocían los preparativos del otro. Como resultado, la ofensiva de Siniávino fracasó y el 2.º Ejército de Choque fue diezmado por segunda vez en un año, pero las fuerzas alemanas sufrieron fuertes bajas y se vieron obligados a cancelar la operación Nordlicht, lo que a la postre salvo la ciudad.

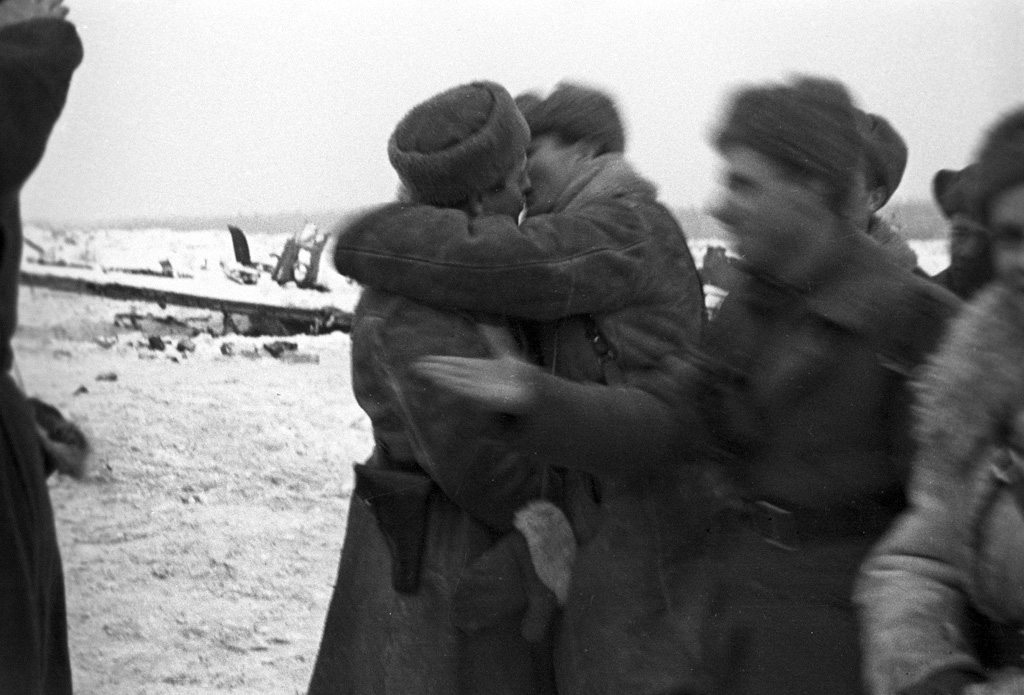
Unión de los frentes de Leningrado y Vóljov al este de Leningrado en el curso de la operación Chispa

A fines de noviembre de 1942, Góvorov comenzó a planificar la siguiente operación para romper el Sitio de Leningrado. En diciembre, el plan fue aprobado por la Stavka y recibió el nombre en clave de operación Chispa (Iskra). La operación comenzó el 13 de enero de 1943 y el 18 de enero las fuerzas soviéticas se unieron, rompiendo el bloqueo. El 22 de enero, la línea del frente se estabilizó. La operación abrió con éxito un corredor terrestre de 8 a 10 km de ancho hasta la ciudad. Se construyó rápidamente un ferrocarril ligero (véase Camino de la Victoria) a través del corredor que permitió que llegaran a la ciudad muchos más suministros que a través del «Camino de la Vida», eliminando la posibilidad de la captura de la ciudad y un enlace germano-finlandés. Góvorov fue ascendido a coronel general el 15 de enero y recibió la Orden de Suvórov de primera clase el 28 de enero.
Los Frentes de Leningrado y Vóljov intentaron continuar su éxito con una operación ofensiva mucho más ambiciosa llamada operación Estrella Polar. Esta operación tenía el objetivo de derrotar decisivamente al Grupo de Ejércitos Norte alemán, pero solo logró ganancias muy modestas. Govorov llevó a cabo varias otras ofensivas en el área en 1943, expandiendo lentamente el corredor hacia Leningrado y obteniendo algunos pequeños avances.  En noviembre de 1943, comenzó a planificar la ofensiva de Leningrado-Novgorod que expulsaría al Grupo de Ejércitos Norte de la región de Leningrado. El 17 de noviembre fue ascendido a general de ejército.
El 14 de enero, las tropas del Frente de Leningrado comenzaron la ofensiva Leningrado-Nóvgorod. Durante la ofensiva, el frente rompió las defensas alemanas profundamente escalonadas, derrotando al grupo de fuerzas alemanas en la zona de Peterhof-Strelna. El 27 de enero de 1944, las tropas alemanas fueron expulsadas a 65–100 km de la ciudad. El 27 de enero, tuvo lugar veinte salvas de 324 cañones, en Leningrado para conmemorar el levantamiento final del bloqueo, y Leonid Aleksandrovich Govorov dio la orden del iniciar la salva en nombre de Stalin.
Continuando la ofensiva, las tropas del Frente de Leningrado bajo el mando de Góvorov recorrieron unos 100–120 km, alcanzando el río Narva y capturando una cabeza de puente en la orilla occidental del río. Por el éxito en la operación para levantar el Sitio de Leningrado, Góvorov recibió el 21 de febrero la segunda Orden de Suvorov de 1.er grado.

#### Captura de Víborg
El 10 de junio de 1944, el Frente de Leningrado, junto con el Frente de Carelia, la Flota del Báltico, las flotillas del Lago Ládoga y Onega, iniciaron la Ofensiva de Víborg-Petrozavodsk con el objetivo de obligar a Finlandia a retirarse de la guerra.  

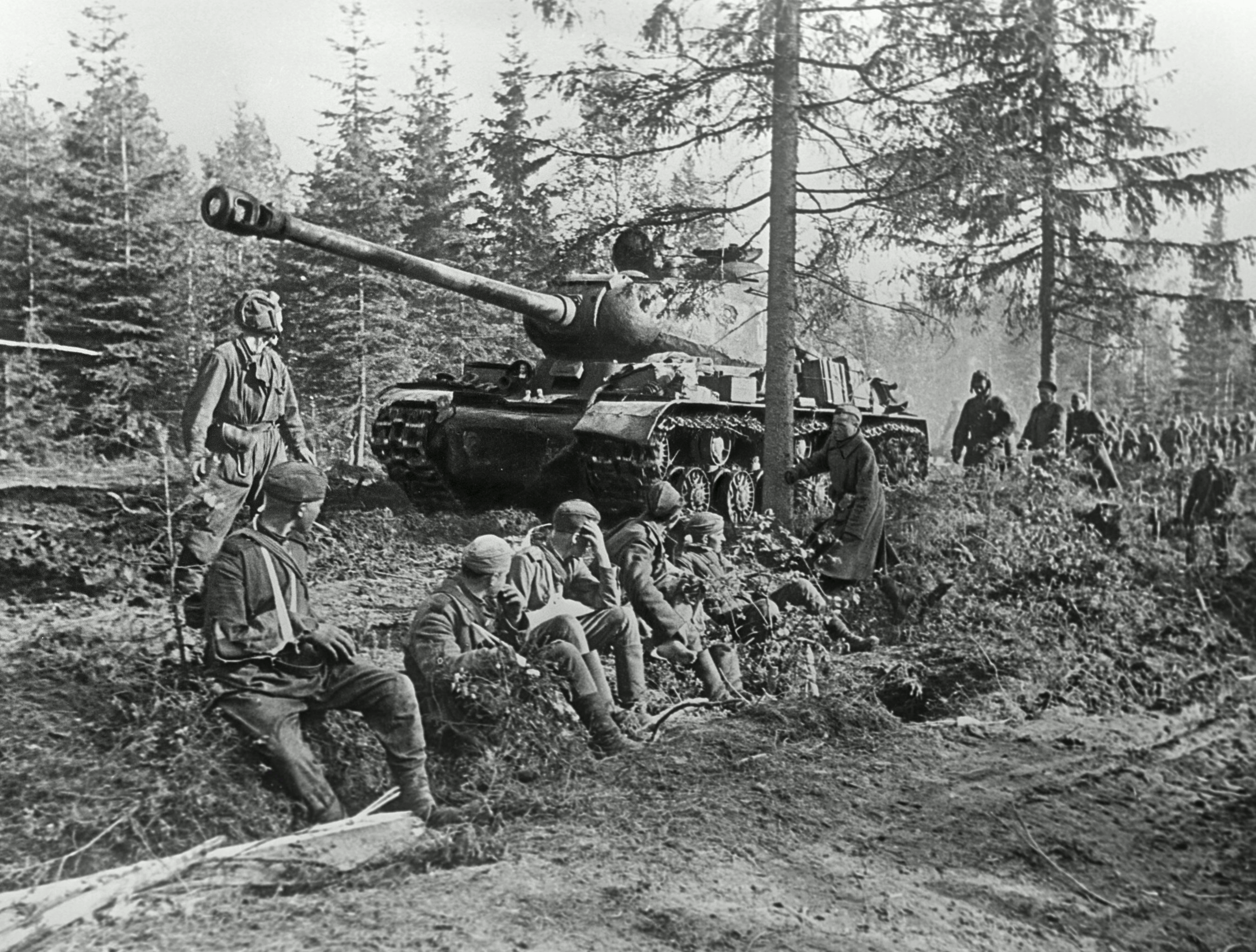
Tanque IS-2 del 27 ° Regimiento de Tanques de la Guardia, en Carelia

La operación fue lanzada por las tropas del Frente de Leningrado (ejércitos 21 y 23 - más de 150 000 soldados y oficiales), luego (en julio de 1944) el Frente de Carelia (ejércitos 32.º y 7.º) se sumó a la ofensiva. Govorov llevó a cabo una gran maniobra de distracción con una demostración del inminente ataque a Narva. Mientras tanto, la Flota del Báltico llevó a cabo una transferencia encubierta de unidades del 21.º Ejército desde el área de Oranienbaum al istmo de Carelia. Así, se creó un efecto sorpresa para el enemigo. La ofensiva fue precedida por ataques aéreos y una fuerte preparación de artillería de diez horas. Se utilizaron 500 cañones por cada kilómetro del frente. Los finlandeses fueron tomados por sorpresa. Durante diez días de combate, las tropas del Frente de Leningrado atravesaron tres zonas de defensa (11, 17 y 19 de junio, respectivamente) laboriosamente construidas por los finlandeses entre 1941 y 1944. la llamada «Línea Mannerheim». La tasa de avance fue muy alta y ascendió a entre diez y doce kilómetros por día.
El 11 de junio de 1944, el Cuartel General del Mando Supremo (Stavka) ordenó a las tropas del Frente de Leningrado que capturaran Víborg del 18 al 20 de junio. Por los éxitos logrados el 18 de junio, Góvorov recibió el título de mariscal de la Unión Soviética, y el 20 de junio, el 21.er Ejército del Frente de Leningrado, capturó el suburbio sur y el centro de Víborg. Después de la captura de la ciudad, el Cuartel General reasignó las tareas para las tropas del Frente de Leningrado. La directiva del 21 de junio indicó que el frente debería despejar el istmo de Carelia de tropas enemigas del 26 al 28 de junio, al noreste del río Vuoksa y el lago Vuoksa. Cumpliendo estas instrucciones, las tropas del frente continuaron su ofensiva. El comando finlandés, al darse cuenta del peligro inminente, envió reservas con urgencia. Por lo tanto, en los primeros diez días de julio, el 21.er Ejército pudo avanzar solo entre diez y doce kilómetros. Para entonces, el 23.er Ejército había cruzado el río Vuoksa y se apoderó de una pequeña cabeza de puente en su orilla norte. En el período del 4 al 6 de julio, en estrecha cooperación con la Flota del Báltica, las tropas soviéticas, mediante el desembarco de varias fuerzas de asalto anfibio, capturaron las principales islas de la bahía de Víborg y comenzaron a prepararse para un desembarco en su costa norte en la retaguardia de las tropas finlandesas.
Mientras tanto, la resistencia finlandesa en el istmo de Carelia crecía cada vez más. A mediados de julio, operaban aquí hasta tres cuartas partes de todo el ejército finlandés (unas 60 000 tropas). Sus tropas ocuparon una línea que era el 90 % de los obstáculos de agua, que tenía un ancho de tres kilómetros. Esto permitió al ejército finlandés crear una defensa sólida. Una mayor continuación de la ofensiva soviética en el istmo de Carelia en estas condiciones podría conducir a pérdidas injustificadas. Por lo tanto, la Stavka ordenó al Frente de Leningrado desde el 12 de julio de 1944 pasar a la defensiva en la línea alcanzada.
Durante la ofensiva, que duró más de un mes, las tropas del frente obligaron al ejército finlandés a transferir fuerzas significativas de Carelia del Sur al Istmo de Carelia. Esto cambió el equilibrio de fuerzas a favor de las tropas del Frente de Carelia y, lo cual facilitó enormemente el ataque de las tropas del Frente de Carelia, así el 9 de agosto alcanzaron la línea de Kudamgub, Kuolisma, Pitkiaranta, completando así los objetivos previamente propuestos para la ofensiva Víborg-Petrozavodsk.
El 4 de septiembre, el gobierno finlandés llegó a un acuerdo con el gobierno soviético para poner fin a las hostilidades. A su vez, a partir de las 8:00 horas del 5 de septiembre, los frentes de Leningrado y Carelia, por orden del Cuartel General del Mando Supremo (Stavka), cesaron las hostilidades contra las tropas finlandesas, después de que estos aceptaran las condiciones soviéticas. 

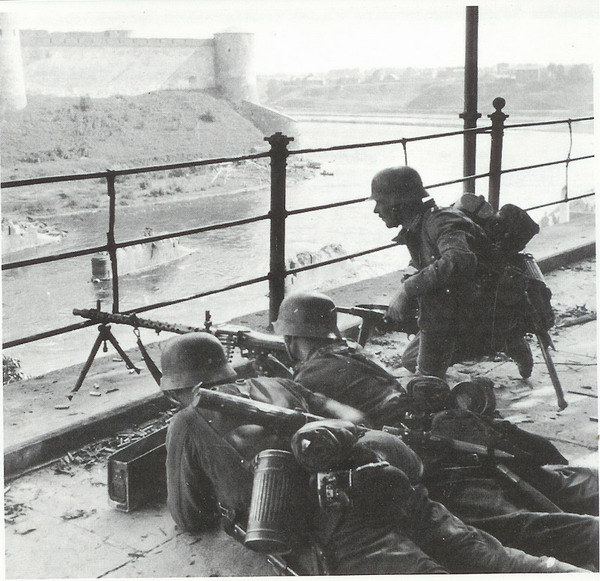
Soldados estonios defienden la rivera occidental del río Narva, 1944

#### Liberación de los Estados bálticos
Del 24 de julio al 24 de noviembre, unidades del Frente de Leningrado, que llevaban a cabo las operaciones de desembarco de Narva, Tallin y Moonsund desarrolladas bajo el liderazgo de Govorov, derrotaron al grupo operativo alemán Narva y expulsaron al enemigo de Estonia. A partir del 1 de octubre, por orden del Cuartel General del Mando Supremo, simultáneamente con el mando de su propio frente, realiza la tarea de coordinar las acciones del 2.º y 3.º frentes bálticos en la ofensiva de Riga. Después de la liberación de Riga el 16 de octubre, el Tercer Frente Báltico se disolvió, y el primer y segundo Frentes Bálticos iniciaron un bloqueo de las fuerzas alemanas sitiadas en Curlandia (véase Bolsa de Curlandia). El 27 de enero de 1945, el mariscal de la Unión Soviética Leonid Aleksandrovich Góvorov recibió el título honorífico de Héroe de la Unión Soviética, con la Orden de Lenin y la medalla de la Estrella de Oro (n.º 5370).
Desde principios de febrero, fue nombrado comandante de las fuerzas del Segundo Frente Báltico. El 1 de abril, el frente se disolvió y todas sus formaciones pasaron a formar parte del Frente de Leningrado. Dirigió las acciones de los frentes soviéticos contra los restos del Grupo de Ejércitos Norte (ahora llamados Grupo de Ejército Curlandia), cercados en la Bolsa de curlandia, Hasta el 8 de mayo, cuando el mando del Grupo de Ejércitos Curlandia aceptó los términos del ultimátum soviético y capituló.
El 24 de junio de 1945, el mariscal de la Unión Soviética Leonid Góvorov participó en el histórico Desfile de la Victoria de Moscú en la Plaza Roja, al frente de las unidades del Segundo Frente Báltico.

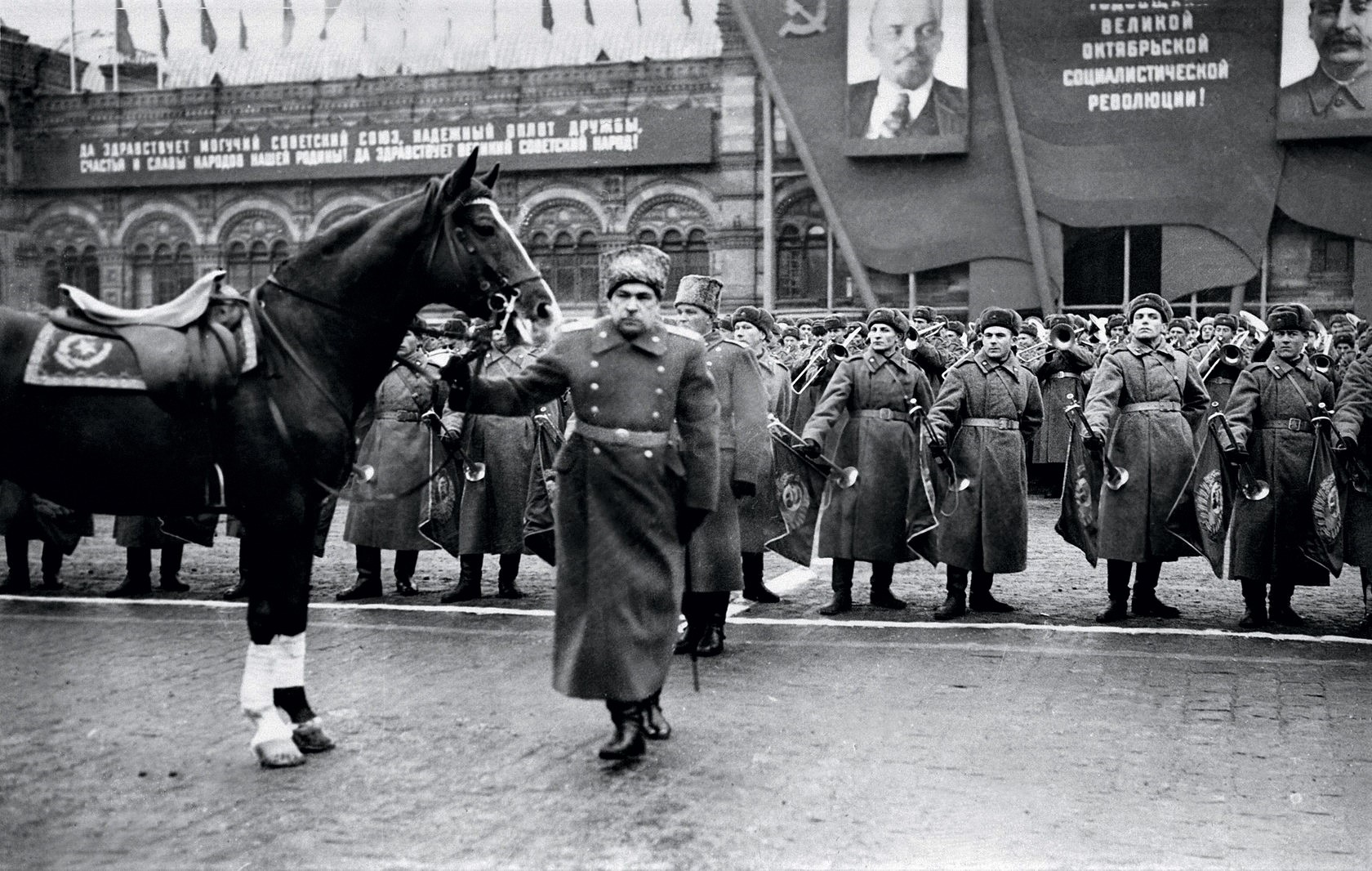
El mariscal de la Unión Soviética Góvorov en el desfile en la Plaza Roja de Moscú del 7 de noviembre de 1947

### Posguerra
El 31 de mayo de 1945, recibió la Orden de la Victoria por la derrota de las tropas alemanas cerca de Leningrado y en los Estados bálticos.
En los años de posguerra fue comandante del Distrito Militar de Leningrado y posteriormente Inspector Jefe de las Fuerzas de Tierra. En 1948 fue nombrado Comandante en Jefe de la Fuerza de Defensa Aérea y en 1952 Viceministro de Defensa. En estos puestos supervisó la modernización del sistema de defensas aéreas de la Unión Soviética a través del avión de reacción y de la bomba atómica. Ya para ese tiempo sufría de una enfermedad crónica de corazón.
Falleció el 19 de marzo de 1955, en Moscú. Sus restos están enterrados en la Necrópolis de la Muralla del Kremlin de Moscú.

## Familia
Su hijo Vladímir Leonidovich Góvorov (Odesa, 18 de octubre de 1924 - Moscú, 13 de agosto de 2006) también fue veterano de la Segunda Guerra Mundial, Héroe de la Unión Soviética y general de ejército (1977).

## Promociones
- Podporúchik (junio de 1917)
- Subteniente (13 de julio de 1919)
- Kombrig (5 de febrero de 1936)
- Komdiv (21 de marzo de 1940)

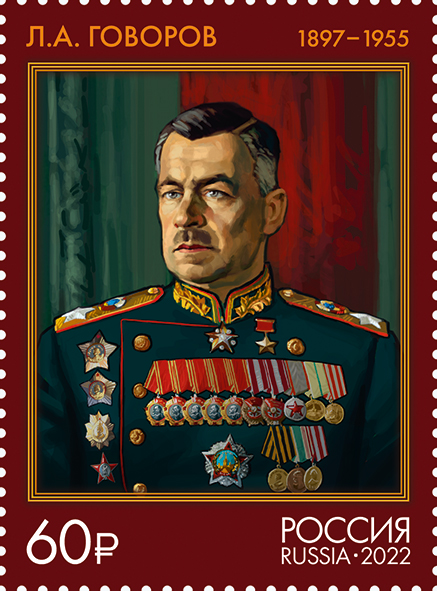
Sello de correos de Rusia del tema "Líderes militares soviéticos" (2022)

- Mayor general de artillería (4 de junio de 1940)
- Teniente general de Artillería (9 de noviembre de 1941)
- Coronel general (15 de enero de 1943)
- General del ejército (17 de noviembre de 1943)
- Mariscal de la Unión Soviética (18 de junio de 1944)[17]

## Condecoraciones
A lo largo de su extensa carrera militar Leonid Góvorov recibió las siguientes condecoraciones 
Unión Soviética
- Héroe de la Unión Soviética (N.º 5370; 27 de enero de 1945)
- Orden de la Victoria (N.º 10; 31 de mayo de 1945)
- Orden de Lenin, cinco veces (10 de noviembre de 1941, 2 de enero de 1942, 27 de enero de 1945, 21 de febrero de 1945 y 21 de febrero de 1947)
- Orden de la Bandera Roja, tres veces (1921, 3 de noviembre de 1944, 15 de noviembre de 1950)
- Orden de Suvórov de 1.er grado, dos veces (28 de enero de 1943 y 21 de febrero de 1944)
- Orden de Kutúzov de 1.er grado (29 de julio de 1944);
- Orden de la Estrella Roja (15 de enero de 1940)
- Medalla por la Defensa de Leningrado
- Medalla por la Defensa de Moscú
- Medalla de la victoria sobre Alemania en la Gran Guerra Patriótica 1941-1945
- Medalla del 20.º Aniversario del Ejército Rojo de Obreros y Campesinos
- Medalla del 30.º Aniversario de las Fuerzas Armadas de la URSS
- Medalla Conmemorativa del 800.º Aniversario de Moscú

Otros países
- Orden de la República (República Popular de Tannu Tuvá)
- Comandante en Jefe de la Legión al Mérito (Estados Unidos)
- Gran Oficial de la Legión de Honor (Francia)
- Croix de guerre 1939-1945 (Francia)